# Groves, Texas
Groves là một thành phố thuộc quận Jefferson, tiểu bang Texas, Hoa Kỳ. Năm 2010, dân số của xã này là 16144 người.

## Dân số
- Dân số năm 2000: 15733 người.
- Dân số năm 2010: 16144 người.